# Carbondale (Kansas)
Carbondale – miasto w Stanach Zjednoczonych, w stanie Kansas, w hrabstwie Osage.